# Jasień (powiat brzeziński)
Jasień – wieś w Polsce położona w województwie łódzkim, w powiecie brzezińskim, w gminie Rogów.
Wieś szlachecka położona była w drugiej połowie XVI wieku w powiecie rawskim ziemi rawskiej województwa rawskiego. 
W 1780 r. przyłączono wieś Jasień (z obszarami przyległych lasów z parafii Kołacinek) do dóbr arcybiskupów gnieźnieńskich zwanego Księstwem łowickim. 
W Słowniku Geograficznym Królestwa Polskiego i innych krajów słowiańskich z roku 1881 możemy przeczytać: wieś nad Mrogą, powiat Rawski; młyn należy do księstwa łowickiego. Do 2025 r. zachowały się pozostałości młyna w Jasieniu.
W latach 1975–1998 miejscowość należała administracyjnie do województwa skierniewickiego.
W miejscowości znajduje się stary cmentarz ewangelicki-reformowany oraz budynek w którym mieściła się szkoła niemiecka. Miejscowość zamieszkiwała kiedyś mniejszość niemiecka. Do dziś wiele rodzin ma korzenie niemieckie jak i obywatelstwo. O mniejszości świadczą do dziś nazwiska mieszkańców Shtaus, Grulke, Grudziński.